# Княгинино (Ровненская область)
Княгинино (укр. Княгинине) — село в Демидовской поселковой общине Дубенского района Ровненской области Украины.
До 2020 года входило в Демидовский район.
Население по данным 2020 года составляло 420 человек. Почтовый индекс — 35213. Телефонный код — 3637. Код КОАТУУ — 5621483506.

## Известные люди
- Родился И́горь Рафаи́лович Юхно́вский (1925—2024) — украинский политический и общественный деятель, член президиума Национальной Академии наук Украины, академик Национальной академии наук Украины (1982), Герой Украины.